# Lake St. Clair (Nordamerika)
Der Lake St. Clair (französisch Lac Sainte-Claire; in den USA Lake Saint Clair) ist ein See zwischen der kanadischen Provinz Ontario und dem US-Bundesstaat Michigan, etwa zehn Kilometer nordöstlich von Detroit.
Der ungefähr 1114 km² große See bildet einen Teil des Große-Seen-Systems, obwohl er selbst nicht zu diesen gezählt wird. Der See bildet zusammen mit dem St. Clair River und dem Detroit River die Verbindung zwischen dem Huronsee und dem Eriesee.

## Geographie
Der See hat eine Ausdehnung von 42 Kilometern in Nord-Süd-Richtung und 37 Kilometer von Ost nach West. Das Gewässer ist ziemlich flach. Die durchschnittliche Wassertiefe beträgt drei Meter. Die größte natürliche Tiefe ist 6,4 Meter. Für Frachtschiffe wurde eine Fahrrinne ausgebaggert, die 8,2 Meter tief ist.
Der Lake St. Clair wird durch den St. Clair River mit Wasser aus dem nördlich gelegenen Huronsee gespeist. Der Fluss bildet an seiner Mündung eines der größten Flussdeltas innerhalb des Große-Seen-Systems. Der Thames River und der Sydenham River fließen aus Richtung Osten in den See und der Clinton River aus dem westlich gelegenen Michigan. Das Wasser fließt südlich durch den Detroit River ab in den Eriesee.

## Geschichte
Eine europäische Expedition, geleitet von René-Robert Cavelier, Sieur de La Salle, benannte den See am 12. August 1679 zu Ehren des Festtags der Heiligen Klara von Assisi Lac Sainte-Claire.
Auf dem See fanden gegen 1687 auch Kanuschlachten der Irokesen in den sogenannten Biberkriegen statt.